# Saskia Bartusiak
Saskia Bartusiak est une footballeuse allemande née le 9 septembre 1982 à Francfort. Elle évolue au poste de milieu de terrain défensif. 

## Carrière en club
Elle commence sa carrière au FV 09 Eschersheim, club de la banlieue de Francfort, avant de partir au FSV Francfort puis de signer en 2005 au prestigieux FFC Francfort. 
C'est avec ce club qu'elle remporte plusieurs titres de Championne d'Allemagne. Elle est également vainqueur de trois coupes d'Allemagne et deux Coupe UEFA féminine en 2006 et 2008. 
Le 17 mai 2012, elle est battue en finale de la Ligue des champions à l'Olympiastadion de Munich par l'Olympique lyonnais.

## Carrière en sélection
Saskia Bartusiak connait sa première sélection en équipe d'Allemagne le 12 avril 2007 lors d'une rencontre face aux Pays-Bas. Avec sa sélection nationale elle remporte la Coupe du monde 2007, le Championnat d'Europe 2009 et le Championnat d'Europe 2013.

## Statistique
| Saison                | Club                  | Championnat           | Championnat | Championnat | Coupe(s) nationale(s) | Coupe(s) nationale(s) | Compétition(s) continentale(s) | Compétition(s) continentale(s) | Compétition(s) continentale(s) | Total | Total |
| Saison                | Club                  | Division              | M.          | B.          | M.                    | B.                    | Comp.                          | M.                             | B.                             | M.    | B.    |
| 1998-1999             | FSV Francfort         | Frauen Bundesliga     | 16          | 1           |                       |                       | -                              | -                              | -                              | 16    | 1     |
| 1999-2000             | FSV Francfort         | Frauen Bundesliga     | 22          | 2           |                       |                       | -                              | -                              | -                              | 22    | 2     |
| 2000-2001             | FSV Francfort         | Frauen Bundesliga     | 21          | 1           |                       |                       | -                              | -                              | -                              | 21    | 1     |
| 2001-2002             | FSV Francfort         | Frauen Bundesliga     | 20          | 6           |                       |                       | -                              | -                              | -                              | 20    | 6     |
| 2002-2003             | FSV Francfort         | Frauen Bundesliga     | 19          | 4           |                       |                       | -                              | -                              | -                              | 19    | 4     |
| 2003-2004             | FSV Francfort         | Frauen Bundesliga     | 22          | 9           |                       |                       | -                              | -                              | -                              | 22    | 9     |
| 2004-2005             | FSV Francfort         | Frauen Bundesliga     | 22          | 3           |                       |                       | -                              | -                              | -                              | 22    | 3     |
| Sous-total            | Sous-total            | Sous-total            | 142         | 26          | 0                     | 0                     | -                              | -                              | -                              | 142   | 26    |
| 2005-2006             | 1. FFC Francfort      | Frauen Bundesliga     | 10          | 1           | 4                     | 0                     | WCL                            | 0                              | 0                              | 14    | 1     |
| 2006-2007             | 1. FFC Francfort      | Frauen Bundesliga     | 20          | 0           | 5                     | 1                     | -                              | -                              | -                              | 25    | 1     |
| 2007-2008             | 1. FFC Francfort      | Frauen Bundesliga     | 21          | 1           | 2                     | 0                     | -                              | -                              | -                              | 23    | 1     |
| 2008-2009             | 1. FFC Francfort      | Frauen Bundesliga     | 20          | 2           | 1                     | 0                     | -                              | -                              | -                              | 21    | 2     |
| 2009-2010             | 1. FFC Francfort      | Frauen Bundesliga     | 18          | 1           | 2                     | 0                     | WCL                            | 0                              | 0                              | 20    | 1     |
| 2010-2011             | 1. FFC Francfort      | Frauen Bundesliga     | 21          | 1           | 4                     | 0                     | WCL                            | 0                              | 0                              | 25    | 1     |
| 2011-2012             | 1. FFC Francfort      | Frauen Bundesliga     | 19          | 4           | 5                     | 1                     | WCL                            | 7                              | 1                              | 31    | 6     |
| 2012-2013             | 1. FFC Francfort      | Frauen Bundesliga     | 20          | 4           | 1                     | 0                     | -                              | -                              | -                              | 21    | 4     |
| 2013-2014             | 1. FFC Francfort      | Frauen Bundesliga     | 16          | 1           | 4                     | 1                     | -                              | -                              | -                              | 20    | 2     |
| 2014-2015             | 1. FFC Francfort      | Frauen Bundesliga     | 3           | 0           | 0                     | 0                     | WCL                            | 2                              | 0                              | 5     | 0     |
| 2015-2016             | 1. FFC Francfort      | Frauen Bundesliga     | 17          | 2           | 2                     | 0                     | WCL                            | 7                              | 1                              | 26    | 3     |
| 2016-2017             | 1. FFC Francfort      | Frauen Bundesliga     | 22          | 0           | 2                     | 0                     | -                              | -                              | -                              | 24    | 0     |
| Sous-total            | Sous-total            | Sous-total            | 207         | 17          | 32                    | 3                     | -                              | 41                             | 3                              | 280   | 23    |
| Total sur la carrière | Total sur la carrière | Total sur la carrière | 349         | 43          | 32                    | 3                     | -                              | 41                             | 3                              | 422   | 49    |

## Palmarès
1. FFC Francfort :
- Championnat d'Allemagne (2) :
  - Championne en 2007 et 2008
  - Vice-championne en 2011

- Coupe d'Allemagne (4) :
  - Vainqueur en 2007, 2008, 2011 et 2014
  - Finaliste en 2012

- Coupe UEFA féminine/Ligue des champions (3) :
  - Vainqueur en 2006, 2008 et 2015
  - Finaliste en 2012

 Équipe d'Allemagne :
- Coupe du monde (1) : 
  - Vainqueur en 2007

- Championnat d'Europe (2) :
  - Vainqueur en 2009 et 2013.

- Jeux olympiques d'été (1) :
  - Vainqueur en 2016.